# Prêmio Selman A. Waksman de Microbiologia
O Prêmio Selman A. Waksman de Microbiologia (em inglês:  Selman A. Waksman Award in Microbiology) é um prêmio concedido pela Academia Nacional de Ciências dos Estados Unidos, por contribuições de destaque em microbiologia. É denominado em memória do bioquímico dos Estados Unidos Selman Abraham Waksman, dotado com US$ 5.000.

## Laureados[2]
- 1968 Jack Leonard Strominger
- 1970 Earl Reece Stadtman
- 1972 Charles Yanofsky
- 1974 Renato Dulbecco
- 1976 Wallace Prescott Rowe
- 1978 Howard Green
- 1980 Julius Adler
- 1982 Irwin Gunsalus
- 1984 Purnell W. Choppin
- 1986 Harland Goff Wood
- 1989 Bernard D. Davis
- 1991 Melvin I. Simon
- 1993 Boris Magasanik
- 1995 Ralph S. Wolfe
- 1997 Carl Woese
- 1999 Robert John Collier
- 2001 Norman Richard Pace
- 2003 Stanley Falkow
- 2005 Lucy Shapiro
- 2007 Richard Losick
- 2009 Jonathan Beckwith
- 2011 Carol A. Gross
- 2013 Jeffrey Ivan Gordon
- 2015 Susan Gottesman
- 2017 Bernard Roizman